# Armé et Dangereux

Armé et Dangereux (Armed and Dangerous) est un film américain réalisé par Mark L. Lester sorti en 1986.
Pour plus de détails, voir Fiche technique et Distribution.

## Synopsis
Dooley est policier tandis que Kane est avocat. Après avoir été démis de leurs fonctions, ils se font engager dans une entreprise de sécurité. Dooley découvre que les sommes qu'ils sont obligés de verser à leur syndicat sont utilisées à des fins douteuses.

## Fiche technique
- Titre : Armé et dangereux
- Titre original : Armed and Dangerous
- Réalisation : Mark L. Lester
- Scénario : Harold Ramis et Peter Torokvei (en), d'après une histoire de Brian Grazer, Harold Ramis et James Keach
- Sociétés de production : Columbia Pictures, Delphi V Productions[2]
- Musique : Bill Meyers[3]
- Photographie : Fred Schuler (de)
- Montage : Daniel P. Hanley, Mike Hill et Gregory Prange (en)
- Genre : Comédie, action, crime[4]
- Dates de sortie :
  -  États-Unis : 15 août 1986[2]

## Distribution
(juin 2024).
- John Candy (VF : Laurent Hilling) : Frank Dooley
- Eugene Levy : Norman Kane
- Robert Loggia (VF : Jacques Garcia) : Michael Carlino
- Kenneth McMillan (VF : Philippe Dumat) : Capitaine Clarence O'Connell
- Meg Ryan (VF : Danièle Hazan) : Maggie Cavanaugh
- Brion James: Anthony Lazarus
- Jonathan Banks : Clyde Klepper
- Don Stroud : Sergent Rizzo
- Larry Hankin : Kokolovitch
- Steve Railsback : Le cow-boy
- Robert Burgos[5] : Mel Nedler
- Tom Lister, Jr. : Bruno
- James Tolkan : Lou Brackman
- Tony Burton : Cappy
- Bruce Kirby : Capitaine de police
- David Hess : un homme de main
- Saveli Kramarov : Olaf
- Judy Landers (en) : Noreen